# Eufaula Lake
Der Eufaula Lake ist ein Stausee im Bundesstaat Oklahoma in den Vereinigten Staaten. Der See bedeckt eine Fläche von 412 km² und wird hauptsächlich durch den Canadian River gespeist. Zu seinem Namen kam das Gewässer durch die nahe Ortschaft Eufaula.

## Geschichte
Der Eufaula Lake wird durch den Eufaula Dam aufgestaut, dessen Bau durch das United States Army Corps of Engineers im Jahre 1956 begann. Der Bau geschah aus Gründen des Hochwasserschutzes, um die Wasserversorgung der Region zu gewährleisten und um die Wasserkraft zur Erzeugung elektrischer Energie zu nutzen. 1964 wurde die Stauanlage fertiggestellt und durch US-Präsident Lyndon B. Johnson eingeweiht. Der durch die Aufstauung entstandene See dient heute der Naherholung.